# Maevia Noemí Correa
Maevia Noemí Correa (14 de febrero de 1914 - 18 de abril de 2005) fue una botánica, investigadora, curadora y profesora argentina. Estudió en la Facultad de Ciencias Naturales y Museo de la Universidad Nacional de La Plata; y en 1953, se tituló de doctor en Ciencias Naturales en la misma universidad, habiendo realizado el estudio de Las Orquídeas Argentinas de la Tribu Polychondreae Schltr., subtribu Spiranthinae Pfitzer, bajo la dirección del Dr. Ángel L. Cabrera.
Entre 1956 a 1957, es becada por la American Asociation of University Women, realizando estudios en el Departamento de Botánica de la Universidad de California, Berkeley. Y de 1956 a 1958 fue Técnica Investigadora del Ministerio de Agricultura y Ganadería de la Nación, en el Instituto de Botánica; y creado el INTA, lo fue entre 1958 a 1983, Técnica Investigadora del Instituto Nacional de Tecnología Agropecuaria (INTA), en el Instituto de Botánica Agrícola, Castelar, provincia de Buenos Aires.
En 1958 coordina "Estudio y relevamiento de la Flora Patagónica", proyecto que llevó adelante hasta su publicación. Su labor como Investigadora del INTA, fue llevar a cabo el proyecto de "Estudio taxonómico de la Flora Patagónica". Fue también Curadora del Herbario (BAB), y fue Coordinadora Nacional del Plan Floras Regionales entre 1981 a 1990.

## Honores
En su honor se designó al 14 de febrero como "Día del Orquideófilo"

## Algunas publicaciones

### Libros
- Correa, M. N. (ed.) Flora patagónica. Buenos Aires: INTA, 1969 – 1999. 7 v. Colección científica; t. 8. Parte 1 Introducción, clave general de familias, Pteridophyta y Gymnospermae — Parte 2 Typhaceae a Orchidaceae (excepto Gramineae) — Parte 3 Gramineae — Parte 4.ª Dicotyledones diapétalas (Salicaceae a Cruciferae) — Parte 4b Dicotyledones diapétalas (Droseraceae a Leguminosae) — Parte 5 Dicotyledones diapétalas (Oxalidaceae a Cornaceae) — Parte 6 Dicotyledones Gamopétalas (Ericaceae a Calyceraceae) — Parte 7 Compositae

### Capítulos de libros
- Barboza, GE & Correa, MN. 1988. Geraniaceae, pp. 29-25, en M. N. Correa (ed.), Flora Patagónica. Dicotiledoneae dialipétalas: (Oxalidaceae a Cornaceae). Colec. Cient. INTA. 8 (5).
- Boelcke, O, NM Correa, DM Moore, FA Roig, 1985. Catálogo de las Plantas Vasculares, pp. 129-255, en O Boelcke, DM Moore & FA Roig (eds.), Transecta Botánica de la Patagonia Austral. Proyecto Internacional: Consejo Nacional de Investigaciones Científicas y Técnicas (Argentina); Instituto de la Patagonia (Chile); Royal Society (Gran Bretaña), Buenos Aires
- Correa, MN. 1959. Las orquídeas cultivadas en la Argentina, pp. 269-287, en L. R. Parodi (ed.), Enciclopedia Argentina de Agricultura y Jardinería 1. Acme Agency
- ———. 1968. Orchidaceae, en AL Cabrera (ed.), Flora de la Provincia de Buenos Aires. Colec. Cient. Inst. Nac. Tecnol. Agropec. 4 (1): 575-607
- ———. 1969. Liliaceae, en MN Correa (ed.), Flora Patagónica. Monocotyledoneae (excepto Gramineae). Colec. Cient. INTA. 8(2): 22-23
- ———. 1969. Zannicheliaceae, en MN Correa (ed.), Flora Patagónica. Monocotyledoneae (excepto Gramineae). Colec. Cient. INTA. 8(2): 24-25
- ———. 1969. Alismataceae, en MN Correa (ed.), Flora Patagónica. Monocotyledoneae (excepto Gramineae). Colec. Cient. INTA. 8(2): 28-32
- ———. 1969. Juncaginaceae, en MN Correa (ed.), Flora Patagónica. Monocotyledoneae (excepto Gramineae). Colec. Cient. INTA. 8(2): 33-37
- ———. 1969. Dioscoreaceae, en MN Correa (ed.), Flora Patagónica. Monocotyledoneae (excepto Gramineae). Colec. Cient. INTA. 8(2): 165-166
- ———. 1969. Corsiaceae, en MN Correa (ed.), Flora Patagónica. Monocotyledoneae (excepto Gramineae). Colec. Cient. INTA. 8(2): 187
- ———. 1969. Orchidaceae, en MN Correa (ed.), Flora Patagónica. Monocotyledoneae (excepto Gramineae). Colec. Cient. INTA. 8(2): 188-209
- ———. 1984. Salicaceae, en MN Correa (ed.), Flora Patagónica. Dicotiledoneae dialipétalas (Salicaceae a Cruciferae). Colec. Cient. INTA. 8(4a): 1-3
- ———. 1984. Fabaceae, en MN Correa (ed.), Flora Patagónica. Dicotiledoneae dialipétalas (Salicaceae a Cruciferae). Colec. Cient. INTA. 8(4a): 4-11
- ———. 1984. Olacaceae, en MN Correa (ed.), Flora Patagónica. Dicotiledoneae dialipétalas (Salicaceae a Cruciferae). Colec. Cient. INTA. 8(4a): 28-29
- ———. 1984. Vivianiaceae, en MN Correa (ed.), Flora Patagónica. Dicotiledoneae dialipétalas (Salicaceae a Cruciferae). Colec. Cient. INTA. 8(4a): 280-281
- ———. 1984. Saxifragaceae, en MN Correa (ed.), Flora Patagónica. Dicotiledoneae dialipétalas (Rosaceae a Leguminosae). Colec. Cient. INTA. 8(4b): 11-18
- ———. 1984. Escalloniaceae p.p., en MN Correa (ed.), Flora Patagónica. Dicoliledoneae dialipétalas (Rosaceae a Leguminosae). Colec. Cient. INTA. 8(4b): 27-37
- ———. 1984. Hydrangeaceae, en MN Correa (ed.), Flora Patagónica. Dicotiledoneae dialipétalas (Rosaceae a Leguminosae). Colec. Cient. INTA. 8(4b): 38-40
- ———. 1984. Donatiaceae, en MN Correa (ed.), Flora Patagónica. Dicotiledoneae dialipétalas (Rosaceae a Leguminosae). Colec. Cient. INTA. 8(4b): 46-47
- ——— & Burkart, A. 1984. Adesmia (Leguminosae), en MN Correa (ed.), Flora Patagónica. Dicotiledoneae dialipétalas (Rosaceae a Leguminosae). Colec. Cient. INTA. 8(4b): 92-161
- ———. 1984. Orchidaceae, en AT Hunziker (ed.), Clave de los géneros de Fanerógamas de la Argentina. Bol. Soc. Argent. Bot. 23(1-4): 229-310
- ———. 1988. Ledocarpaceae, en MN Correa (ed.), Flora Patagónica. Dicotiledoneae dialipétalas (Oxalidaceae a Cornaceae). Colec. Cient. Inst. Nac. Tecnol. Agropec. 8(5): 40-42
- ———. 1988. Euphorbiaceae, en MN Correa (ed.), Flora Patagónica. Dicoliledoneae dialipétalas (Oxalidaceae a Cornaceae). Colec. Cient. INTA. 8(5): 75-91
- ———. 1988. Frankeniaceae, en MN Correa (ed.), Flora Patagónica. Dicotiledoneae dialipétalas (Oxalidaceae a Cornaceae). Colec. Cient. INTA. 8(5): 161-166
- ———. 1988. Malesherbiaceae, en MN Correa (ed.), Flora Patagónica. Dicotiledoneae dialipétalas (Oxalidaceae a Cornaceae). Colec. Cient. INTA. 8(5): 196-198
- ———. 1996. Orchidaceae, en F. Zuloaga & O. Morrone (eds.), Catálogo de las Plantas Vasculares de la República Argentina. Monographs in Systematic Botanic from the Missouri Botanical Garden 60: 242-270
- ———. 1997. Orquídeas, en HB Lahitte et al. (eds.) Plantas de la Costa. L.O.L.A. Buenos Aires
- ———. 1998. Orquídeas, en HB Lahitte et al. (eds.). Plantas Medicinales Rioplatenses. L.O.L.A. Buenos Aires
- ———. 1998. Flora patagónica. Clave para la determinación de las familias de Fanerógamas de la Flora Patagónica. Colec. Cient. INTA. 8(1): 266-281
- ———. 1999. Valerianaceae p.p., en MN Correa (ed.), Flora Patagónica. Dicotiledoneae gamopétalas (Ericaceae a Calyceraceae). Colec. Cient. INTA. 8(6): 448-468
- ———. 1999. Schrophulariaceae p.p., en MN Correa (ed.), Flora Patagónica. Dicotiledoneae gamopétalas (Ericaceae a Calyceraceae). Colec. Cient. INTA. 8(6): 305-350; 372-378
- ———. 1999. Oleaceae, en MN Correa (ed.), Flora Patagónica. Dicotiledoneae gamopétalas (Ericaceae a Calyceraceae). Colec. Cient. INTA. 8(6): 38-41
- ———. 1999. Polemoniaceae, en MN Correa (ed.), Flora Patagónica. Dicotiledoneae gamopétalas (Ericaceae a Calyceraceae). Colec. Cient. INTA. 8(6): 97-106
- ———. 1999. Boraginaceae, en MN Correa (ed.), Flora Patagónica. Dicotiledoneae gamopétalas (Ericaceae a Calyceraceae). Colec. Cient. INTA. 8(6): 116-146
- ———. 1999. Lamiaceae p.p., en MN Correa (ed.), Flora Patagónica. Dicotiledoneae gamopétalas (Ericaceae a Calyceraceae). Colec. Cient. INTA. 8(6): 196-220
- ———. 1999. Gesneriaceae, en MN Correa (ed.), Flora Patagónica. Dicotiledoneae gamopétalas (Ericaceae a Calyceraceae). Colec. Cient. INTA. 8(6): 388-390
- ———. 1999. Dipsacaceae, en MN Correa (ed.), Flora Patagónica. Dicotiledoneae gamopétalas (Ericaceae a Calyceraceae). Colec. Cient. INTA. 8(6): 469-471
- ———. 1999. Stylidaceae, en MN Correa (ed.), Flora Patagónica. Dicotiledoneae gamopétalas (Ericaceae a Calyceraceae). Colec. Cient. INTA. 8(6): 489-491
- ———. 1999. Verbenaceae p.p., en MN Correa (ed.), Flora Patagónica. Dicotiledoneae gamopétalas (Ericaceae a Calyceraceae). Colec. Cient. INTA. 8(6): 147-195
- ———. 1999. Lentibulariaceae, en MN Correa (ed.), Flora Patagónica. Dicoliledoneae gamopétalas (Ericaceae a Calyceraceae). Colec. Cient. INTA. 8(6): 391-395
- ———. 1998. Del Vitto, LA, EM Petenatti & MN Correa, 1998. Evolución del conocimiento botánico de la Patagonia Argentina. En MN Correa (ed.), Flora Patagónica, Colec. Cient. INTA. 8(1): 197-265.

## Artículos en publicaciones periódicas
- Correa, MN. 1950. Notas sobre las orquídeas nuevas del género Habenaria. Notas Mus. La Plata 15: 151-168
- ———. 1953. Un nuevo género y cuatro especies nuevas de orquídeas argentinas. Darwiniana 10: 157-168
- ———. 1955. Las Orquídeas argentinas de la tribu Polychondreae Schlechter, subtribu Spiranthinae Pfitzer. Darwiniana 11: 24-88
- ———. 1956. Las especies argentinas del género Gavilea. Bol. Soc. Argent. Bot. 6: 73-86
- ———. 1959. Dos orquídeas nuevas para la Flora Argentina. Bol. Soc. Argent. Bot. 7: 180-186
- ———. 1966. Las Frankeniaceae argentinas. Darwiniana 14: 68-94
- ———. 1966. Una especie nueva y algunas observaciones críticas del género Gavillea (Orchidaceae). Bol. Soc. Argent. Bot. 11: 60-66
- ———. 1968. Rehabilitación del género Geoblasta Barb. Rodr. (Orchidaceae). Revista Mus. La Plata, secc. Bot. 11: 69-74
- ———. 1968. Una especie nueva del género Gavillea (Orchidaceae). Revista Mus. La Plata, secc. Bot. 11: 75-77
- ———. 1969. Chloraea, género sudamericano de Orchidaceae. Darwiniana 15: 374-500
- ———. 1972. Una nueva especie y dos nuevas citas de Orchidaceae para la Flora de Jujuy. Bol. Soc. Argent. Bot. 14: 319-324
- ———. 1975. Notas orquidológicas II. Cuatro géneros de Orchidaceae nuevos para la Flora Argentina. Darwiniana 19: 345-356
- ———. 1975. Notas orquidológicas III. Tres nuevas Spiranthinae para la Argentina. Bol. Soc. Argent. Bot. 17 (1): 355-360
- ———. 1981. Especies nuevas de Adesmia (Leguminosae) para la Flora Patagónica. Darwiniana 23: 151-157
- ———. 1992. Notas orquidológicas V. Novedades en los géneros Prescottia y Pterichis. Parodiana 7: 3-13
- ———. 1993. Notas orquidológicas VI. Laelia y Warmingia, dos géneros nuevos de orquídeas para la Flora Argentina. Bol. Soc. Argent. Bot. 29: 183-186
- ———. 1995. Novedades en Orchidaceae de Argentina. Hickenia 2: 165-175

## Para publicar
- Correa, MN. Orchidaceae, en NM Bacigalupo (ed.). Flora Ilustrada de Entre Ríos. Colec. Cient. INTA. 5 (1)

- La abreviatura «M.N.Correa» se emplea para indicar a Maevia Noemí Correa como autoridad en la descripción y clasificación científica de los vegetales.[2]